# غلودن جونسون
غلودن جونسون (بالإنجليزية: Golden Johnson)‏ مواليد 23 أكتوبر 1974 في ويتشيتا فولز، تكساس، الولايات المتحدة، هو ملاكم محترف أمريكي يصنف ضمن فئة الوزن المتوسط.

## إحصائيات
خاض خلال مسيرته 36 نزالا، فاز في 25 وتعادل في 3 وخسر في 8. فاز بالضربة القاضية في 18 نزالا.

## روابط خارجية
- غلودن جونسون على موقع بوكس ريك (الإنجليزية) (registration required)